# Scapegoat Wax
Scapegoat Wax fue un grupo de música Rock/Hip-Hop/Rap originaria del norte de California, Estados Unidos. La banda fue iniciada por James Marty y Johnny Z (J. DeVille). Johnny Z estuvo en la banda por un tiempo relativamente breve, pero su participación fue más notoria en "Luxurious", también es mencionado en la canción "Almost Fine".
El grupo se dio a conocer gracias a su éxito “Aisle 10 (Hello Allison)”, que alcanzó gran éxito en los Estados Unidos y además fue parte de Soundtrack de juegos como Jet Set Radio Future y Project Gotham Racing, ambos para Xbox.
Otros éxitos fueron los de "Almost Fine" y "Lost Cause"; “Space to Share”, el cual se usó como soundtrack de algunas películas y de series de televisión, como “Clockstoppers”, “American Sweetheart”, “40 Days and 40 Nights” y en un episodio de “Malcolm in the Middle”.
Scapegoat Wax produjo tres álbumes durante el tiempo que duró, sin embargo, muchas de las mismas canciones aparecen en los tres álbumes, cada uno con la adición de mejoras a las actuales canciones y algunos materiales originales.
Scapegoat Wax fue originalmente parte de Grand Royal Records, pero cuando la licencia terminó, se trasladaron a Hollywood Records antes de la separación del grupo, no mucho después de la producción de “SWAX”.
Después de la separación, Front-man, Marty James y MDA se convirtieron en una nueva banda con sonido muy similar a Scapegoat Wax, decidieron llamarse “One Block Radius” en el 2003, y actualmente siguen produciendo música.

## Discografía
Álbumes
- Luxurious
- Okeeblow (2001)
- SWAX (2002)

Singles
- Aisle 10 (Hello Allison) (2001)
- Lost Cause (2002)